# 沃武夫
沃武夫（發音：[ˈvɔwuf]）是位於波蘭西南部下西里西亞省的城市。2006年，有人口12,286人。是沃武夫縣的行政中心。位於弗羅茨瓦夫西北38公里。從史前時代開始就有人定居在這裡。城市首次被提及是在1157年。

## 外部連結
- Official site of Wołów （页面存档备份，存于）
- Wohlau (Wołów) and Polnischdorf (Polska Wieś) on an Austro-Hungarian military map (1:200 000) from c.1910 （页面存档备份，存于）

51°20′29″N 16°37′42″E / 51.34139°N 16.62833°E